# Pamiria chrysopis
Pamiria chrysopis is een vlinder uit de familie van de Lycaenidae. De soort is voor het eerst wetenschappelijk beschreven als Lycaena chrysopis door Grigori Jefimovitsj Groemm-Grzjimajlo in een publicatie uit 1888.
De soort komt voor in Tadzjikistan en Pakistan.